# HMS York (1928)
HMS York – brytyjski krążownik ciężki z lat 30. i okresu II wojny światowej, typu York, dziewiąty okręt o tej nazwie. Brał udział w walkach w Norwegii i na Morzu Śródziemnym. 26 marca 1941 roku został ciężko uszkodzony przez włoskie siły specjalne w zatoce Suda na Krecie, po czym nie wrócił do służby. Nosił numer taktyczny 90.

## Historia powstania
HMS „York” był pierwszym z dwóch okrętów typu York, zaprojektowanego jako pomniejszone i tańsze rozwinięcie serii standardowych brytyjskich krążowników ciężkich typu County. Dysponowały nieco słabszym uzbrojeniem (6 dział kalibru 203 mm w dwudziałowych wieżach w miejsce 8 dział), lecz miały mimo to lepsze opancerzenie, gdyż ich siłownię (taką samą, jak zastosowana w typie County) osłaniał pas burtowy grubości 76 mm, podczas gdy okręty typu County nie miały opancerzenia burt.
Budowę „Yorka” zamówiono 21 czerwca 1926 roku w ramach programu finansowego z tego samego roku. Stępkę pod budowę okrętu położono 16 maja 1927 roku w prywatnej stoczni Palmers Shipbuilding Co. Ltd. w Jarrow nad rzeką Tyne. Kadłub wodowano 17 lipca 1928 roku. Od stycznia 1930 roku okręt przechodził próby morskie, a wszedł do służby 1 maja 1930 roku. Koszt budowy wyniósł 1 670 684 funtów szterlingów.
Już na etapie budowy wprowadzono pewne ulepszenia do projektu; przede wszystkim zrezygnowano z trzech kominów (jak w typie County), dołączając przewody pierwszego komina do drugiego, przy czym powstała charakterystyczna duża luka między nadbudówką a kominami. Rozwiązanie to zmniejszyło ryzyko zadymiania pomostu bojowego. Zrezygnowano też z katapulty dla wodnosamolotu, która miała być zainstalowana na wieży „B” artylerii głównej, lecz wieże okazały się zbyt słabe do tego celu. Z powodu braku czasu na głębsze przeprojektowanie, pozostawiono przestarzałą w formie nadbudówkę dziobową, z rozbudowanymi, dwupiętrowymi bocznymi odkrytymi pomostami (nadbudówka dziobowa była krótka, lecz wysoka, w celu zapewnienia dobrej widoczności z mostka ponad planowaną katapultą na wieży „B”). Pozostawiono także pochylone do tyłu kominy i maszty i dopiero drugi okręt typu York, budowany rok później i nieco zmodyfikowany HMS „Exeter”, otrzymał bardziej zwartą i niższą nadbudówkę oraz proste kominy i maszty. Od „Exetera” pierwszy okręt odróżniała także pojedyncza obrotowa katapulta dla wodnosamolotu umieszczona za kominami oraz nieco mniejsza szerokość kadłuba i wyporność. Projektowa, oficjalnie podawana wyporność standardowa „Yorka” wynosiła 8400 ts, lecz w toku budowy udało się poczynić oszczędności wagowe i wyniosła ona 8250 ts, a pełna 10 350 ts.
W 1931 roku zamontowano na okręcie katapultę dla wodnosamolotów, prawdopodobnie typu RAE, wymienioną w roku 1933 na lepszą S II H. Niewielkim zmianom uległo lekkie uzbrojenie przeciwlotnicze: w październiku 1933 roku zdjęto 2 pojedyncze działka 40 mm Mark II, montując następnie zamiast nich dwa poczwórnie sprzężone wkm-y przeciwlotnicze 12,7 mm Vickers. W lutym 1941 roku dodano dwa działka Oerlikon 20 mm, na dachach wież artylerii głównej (według niektórych informacji, aż do 8 takich działek, lecz liczba ta jest podawana w wątpliwość).

## Służba

### Ocean Atlantycki i Morze Północne
Po wejściu do służby okręt wcielono początkowo do 2. Eskadry Krążowników Home Fleet (floty w założeniu działającej w pobliżu Wielkiej Brytanii), z bazą w Scapa Flow, jako okręt flagowy eskadry. Uczestniczył następnie w wizytach zagranicznych, m.in. w 1932 roku odbył rejs z 2. Eskadrą do Indii Zachodnich (Karaiby). Podczas remontu w październiku 1933 roku zmieniono lekkie uzbrojenie przeciwlotnicze i wydłużono podniesione burty pokładu dziobowego o około 12 m (do przedniego komina), dla polepszenia własności morskich. Okręt przydzielono następnie do 8. Eskadry Krążowników, bazującej na Bermudach w składzie sił Stacji Ameryki i Indii Zachodnich (America & West Indies Station). We wrześniu 1935 roku odwiedził Helsinki.

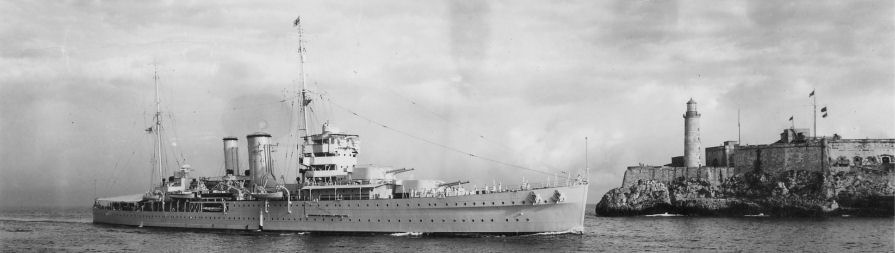
HMS „York” z wizytą w Hawanie w styczniu 1938 r.

W chwili wybuchu II wojny światowej „York” znajdował się w składzie 8. Eskadry Krążowników na wodach Indii Zachodnich (wraz z HMS „Berwick”, HMAS „Perth” i HMS „Orion”). Służył następnie w eskorcie konwojów atlantyckich, stacjonując głównie w Halifaksie. 5 października 1939 roku utworzył wraz z „Berwickiem” Zespół F (Force F), mający uczestniczyć w poszukiwaniach niemieckich rajderów – „pancerników kieszonkowych” „Admiral Graf Spee” i „Deutschland”, oraz niemieckich statków handlowych usiłujących przedrzeć się do portów Rzeszy, lecz faktycznie krążowniki zespołu były nadal używane do eskorty konwojów na północnym Atlantyku. Między grudniem 1939 roku a 10 stycznia 1940 roku „York” był remontowany w Liverpoolu, po czym wszedł w skład 1. Eskadry Krążowników w Rosyth, patrolując północne przejście na Atlantyk między Szetlandami a Islandią (tzw. „patrol północny” – Northern Patrol). 3 marca 1940 roku przechwycił koło Islandii niemiecki statek „Arucas” (3359 BRT), samozatopiony następnie przez załogę i dobity artylerią „Yorka”, który uratował 43 rozbitków (3 z nich jednak zmarło).
7 kwietnia 1940 roku na „York” zaokrętowano żołnierzy w celu uczestnictwa w planowanym brytyjskim desancie wojsk w norweskich portach Stavanger i Bergen (operacja R4), lecz desant następnie odwołano i żołnierzy zdjęto. Zamiast tego, 8 kwietnia „York” z krążownikami HMS „Devonshire”, „Berwick” i „Glasgow” poszukiwał bezskutecznie niemieckich okrętów zaobserwowanych na Morzu Północnym (płynących, jak sądzono, na Atlantyk). Już po niemieckiej inwazji na Norwegię, 9 kwietnia krążowniki dołączyły do sił głównych adm. Forbesa, będących następnie celem niemieckich ataków lotniczych. 11 kwietnia „York” przejął załogę z uszkodzonego niszczyciela „Eclipse” i do 13 kwietnia holował go w kierunku Wielkiej Brytanii. 11 kwietnia wieczorem krążownik był celem nieudanego ataku okrętu podwodnego U-48 pod Trondheim (wskutek niemieckich problemów z zapalnikami w tym okresie, trzy wystrzelone torpedy wybuchły przedwcześnie). 16 kwietnia „York” z krążownikami „Effingham”, „Calcutta” i niszczycielem „Ashanti” patrolował pod Åndalsnes. 24 kwietnia z krążownikami „Birmingham” i „Manchester” i niszczycielami przetransportował z Wielkiej Brytanii do Åndalsnes oddziały 15. Brygady Piechoty. Następnego dnia był nieskutecznie atakowany przez okręt podwodny U-23. Podczas brytyjskiej ewakuacji z Norwegii, w nocy z 2 na 3 maja „York”, wchodzący w skład brytyjsko-francuskiego zespołu dowodzonego przez admirała Johna H.D. Cunninghama, ewakuował 540 żołnierzy brytyjskich straży tylnej z Namsos. W maju 1940 roku został przydzielony do 18. Eskadry Krążowników w Scapa Flow, następnie eskortował konwoje atlantyckie i patrolował na Morzu Północnym.

### Morze Śródziemne
Pod koniec sierpnia 1940 roku „York” został skierowany na wschodnią część Morza Śródziemnego, eskortując po drodze wokół Afryki do Suezu konwój AP-1 i na krótko AP-2. 26 września dotarł do Aleksandrii i wszedł w skład 3. Eskadry Krążowników Floty Śródziemnomorskiej (krążowniki lekkie HMS „Gloucester”, „Liverpool” i HMAS „Sydney”). Dowódcą okrętu był komandor Reginald H. Portal. Krążownik brał następnie aktywny udział w licznych operacjach Floty Śródziemnomorskiej, związanych głównie z osłoną konwojów zaopatrzeniowych na Maltę (operacje: MB-5 w dniach 28 września − 3 października, MB-6 – 8−14 października, MB-8 – początek listopada, Collar – 24−29 listopada, MC-2 – 16−24 grudnia 1940 roku, Excess – początek stycznia 1941 roku). Podczas operacji MB-6, w potyczce znanej jako bitwa koło przylądka Passero 12 października 1940 roku, „York” przechwycił i dobił artylerią i dwoma torpedami uszkodzony wcześniej przez krążownik HMS „Ajax” włoski niszczyciel „Artigliere”.
W listopadzie 1940 roku „York” ubezpieczał lotniskowiec HMS „Illustrious”, którego lotnictwo pokładowe dokonało ataku na Tarent. Między 15 a 20 listopada dwukrotnie transportował żołnierzy z Aleksandrii do Pireusu i do zatoki Suda oraz działa przeciwlotnicze do Pireusu (operacja Barbarity). Podczas operacji Collar 27 listopada 1940 roku „York” i krążownik HMS „Glasgow” były celem nieudanego ataku włoskiego okrętu podwodnego „Tembien” na południe od Malty. „York” brał następnie udział w działaniach na wodach Grecji, po włoskiej inwazji na to państwo, bazując m.in. w zatoce Suda na Krecie.
26 marca 1941 roku po 5.00 rano, „York”, zakotwiczony w zatoce Suda, został ciężko uszkodzony przez włoskie specjalne środki szturmowe – dwie motorówki wybuchowe typu MTM z X flotylli MAS, kierowane przez porucznika Cabrini i mechanika Tedeschi (inne z sześciu użytych motorówek uszkodziły norweski tankowiec „Pericles”; wszyscy Włosi zostali wzięci do niewoli). Zniszczeniu uległa przednia maszynownia i zalane zostały obie kotłownie krążownika, natomiast straty załogi były niewielkie – zginęło tylko dwóch marynarzy, a pięciu zostało rannych. „York” został osadzony na mieliźnie, gdzie prowadzono na niewielką skalę prace remontowe, nieukończone do czasu niemieckiej inwazji na Kretę. Głębszy remont i ewakuacja okrętu były niemożliwe z powodu braku odpowiedniej infrastruktury. „York” wykorzystywany był jako pływająca bateria artylerii przeciwlotniczej, lecz odniósł dalsze uszkodzenia w kilku nalotach niemieckich bombowców Junkers Ju 88, począwszy od 21 kwietnia, kiedy bomba zabiła dwóch nurków pracujących przy okręcie. Po niemieckim desancie na Krecie, 22 maja 1941 roku okręt stał się celem silnego nalotu Ju 88 z dywizjonu III/LG 1 (porucznik Horst Beeger za zbombardowanie krążownika został w listopadzie 1941 roku odznaczony Krzyżem Rycerskim). Wrak został tego dnia porzucony przez Brytyjczyków, którzy dodatkowo uszkodzili go ładunkami wybuchowymi. Został następnie złomowany na miejscu w latach 1952–53 (według innych informacji, podniesiony w lutym 1952 roku przez włoską firmę i 3 marca przeholowany na złom do Bari).
Okręt otrzymał 4 wyróżnienia bojowe (battle honours): Atlantyk 1939, Norwegia 1940, Morze Śródziemne 1940-41 i konwoje maltańskie 1941.

## Dane techniczne
Uzbrojenie:
- 6 dział kalibru 203 mm BL Mk VIII w wieżach Mk II (3 x II)
  - długość lufy: 50 kalibrów (L/50), szybkostrzelność praktyczna: 3–4 strz./min, masa pocisku: 116,1 kg, donośność: 28 030 m, kąt podniesienia: od -3° do +70°[20], zapas amunicji: 172 na działo[3]
- 4 działa przeciwlotnicze 102 mm QF Mk V (4 x I)
- 2 automatyczne działka przeciwlotnicze 40 mm Vickers Mk II na podstawach Mk II (2 x I) (do 1933 r.)
- 8 wkm 12,7 mm plot Vickers Mk III na podstawach Mk I (2 x IV) (od 1933 r.)
- 2 działka przeciwlotnicze 20 mm Oerlikon (2 x I) (od 1941 r.)
- 10 karabinów maszynowych 7,7 mm Lewis[3]
- 4 działka salutacyjne 47 mm Hotchkiss (do 1939 r.)[3]
- 6 wyrzutni torpedowych 533 mm w dwóch potrójnych aparatach TR III (2 x III), 6 torped Mk VII[3]
- 1 wodnosamolot (od 1931 r. Fairey IIIB, od 1932 r. być może Hawker Osprey, od ok. 1935 r. Supermarine Walrus)[3], 1 katapulta

Opancerzenie:
- pas burtowy: 76 mm (w rejonie siłowni)
- pokład pancerny: 35–37 mm
- przednia i tylna gródź cytadeli pancernej: 25 mm
- wieże: 25 mm
- barbety: 25 mm
- komory amunicyjne: do 111 mm

Wyposażenie:
- główny dalocelownik DCT Mk III z dalmierzem 15-stopowym (na nadbudówce dziobowej)
- zapasowy dalocelownik z dalmierzem 8-stopowym (na nadbudówce rufowej)
- dalocelownik przeciwlotniczy HACS Mk I z dalmierzem 12-stopowym na nadbudówce rufowej (później Mk II)
- 2 dalmierze 15-stopowe (na skrzydłach nadbudówki dziobowej)
- 3 dalmierze 24-stopowe w wieżach artyleryjskich
- 3 reflektory 36-calowe (914,4 mm) (2 na platformie na drugim kominie i 1 na nadbudówce rufowej)
- 1 reflektor sygnalizacyjny 18-calowy (457,2 mm) (na platformie na fokmaszcie)
- trał typu parawan